# 堂子胡同
39°54′34″N 116°22′09″E / 39.909547°N 116.369094°E
堂子胡同，是位于中国北京市西城区中部的一条胡同。现已拓宽为道路。

## 简介
堂子胡同为东西走向，东到横二条，西到西单北大街，全长209米，平均宽6米。明朝始称堂子胡同。过去，堂子胡同50号院为徐特立故居，始建于1953年，1989年被定为西城区文物保护单位，1994年连同堂子胡同内的其他建筑一起被拆除。翊教女子中学1931年迁到这里，影星李香兰1937年在此毕业。